# Phường 7, thành phố Sóc Trăng
Phường 7 là một phường thuộc thành phố Sóc Trăng, tỉnh Sóc Trăng, Việt Nam.

## Địa lý
Phường 7 nằm ở phía tây thành phố Sóc Trăng, có vị trí địa lý:
- Phía đông giáp Phường 2, Phường 5 và Phường 6
- Phía tây và phía bắc giáp huyện Châu Thành
- Phía nam giáp Phường 2.

Phường 7 có diện tích 7,93 km², dân số năm 2022 là 10.584 người, mật độ dân số đạt 1.334 người/km².

## Hành chính
Phường 7 được chia thành 6 khóm: 1, 2, 3, 4, 5, 6.

## Lịch sử
Ngày 30 tháng 10 năm 1995, Chính phủ ban hành Nghị định số 70-CP về việc thành lập Phường 7 trên cơ sở 282,49 ha diện tích tự nhiên và 2.545 nhân khẩu của xã An Hiệp; 440,07 ha diện tích tự nhiên và 2.364 nhân khẩu của xã An Ninh thuộc huyện Mỹ Tú.
Phường 7 có diện tích tự nhiên là 722,56 ha và 4.909 nhân khẩu.
Ngày 8 tháng 2 năm 2007, Chính phủ ban hành Nghị định số 22/2007/NĐ-CP về việc thành lập thành phố Sóc Trăng thuộc tỉnh Sóc Trăng. Phường 7 trực thuộc thành phố Sóc Trăng.